# Again and Again and Again and Again
Pour les articles homonymes, voir Again and Again et Again.
Albums de The Bird and the Bee
- The Bird and the Bee (album)
(23 janvier 2007)
Again and Again and Again and Again est le premier EP du duo américain The Bird and the Bee. 
Il sort le 31 octobre 2006 : il devance donc le premier album éponyme du groupe de trois mois.
Cet EP détient le single Again and Again, toute première composition d'Inara George et de Greg Kurstin alors qu'ils travaillaient sur l'album solo, All Rise, de la chanteuse. Il est composé, de même, de deux titres présents sur le premier album du groupe (I'm a Broken Heart et Fucking Boyfriend) et d'un remix du titre Fucking Boyfriend par Merrill Beth Nisker( Peaches).

## Liste des titres
1. Again and Again – 2:46
2. I'm a Broken Heart– 4:31
3. Fucking Boyfriend– 3:15
4. Fucking Boyfriend (Peaches Remix) – 4:34